# The River (série télévisée)
Pour les articles homonymes, voir The River.
The River est un feuilleton télévisé américain en huit épisodes de 45 minutes créé par Oren Peli et Michael R. Perry, diffusé entre le 7 février et le 20 mars 2012 sur le réseau ABC et en simultané au Canada sur le réseau CTV.
En France, la série est diffusée entre le 22 avril et le 3 juin 2013 sur MCM. Elle est par la suite diffusée sur la Mayotte La Première dans les Départements et Régions d'outre-mer depuis 2021. 
Néanmoins, elle reste inédite dans les autres pays francophones. 

## Synopsis
Le célèbre explorateur Emmet Cole voyage à travers le monde avec sa femme Tess et son fils Lincoln, et filme son aventure. Il est le héros de l'une des émissions les plus populaires à la télévision.
Parti à la recherche de la magie cachée dans les profondeurs de l'Amazone, il n’est jamais revenu de son voyage. La mystérieuse vérité entourant sa disparition est là, quelque part, et ne demande qu'à être découverte.
Après sa disparition en Amazonie, sa famille, ses amis et les membres de son équipe de tournage partent à sa recherche. Ils vont embarquer dans un voyage mystérieux et dangereux.

### Pilote
Pour les millions d'enfants qui ont grandi en regardant son émission sur la nature, le Dr Cole est un héros. Pour son propre fils, Lincoln, il reste une énigme.
Six mois après sa disparition, Lincoln est enfin prêt à enterrer le passé, lorsqu’il reçoit un signal provenant des balises de détresse de son père.
Sa mère Tess réussit à le convaincre de partir pour une mission de sauvetage. Pour financer cette mission, ils acceptent d’être accompagnés par Clark, l’ex-producteur du Dr Cole, qui filmera l’aventure dans un style documentaire.
L'équipage mixte est constitué de vieux amis et de nouvelles connaissances comprenant la sexy et pleine de ressources Lena, le fidèle mécanicien Emilio et le garde du corps très dangereux dénommé Capitaine Kurt Brynildson.

## Distribution

### Acteurs principaux
- Bruce Greenwood (VF : Bernard Lanneau) : Dr Emmet Cole
- Joe Anderson (VF : Adrien Antoine) : Lincoln Cole
- Leslie Hope (VF : Véronique Augereau) : Tess Cole
- Eloise Mumford (VF : Noémie Orphelin) : Lena Landry
- Paul Blackthorne (VF : Arnaud Arbessier) : Clark Quietly
- Thomas Kretschmann (VF : Julien Kramer) : Cpt. Kurt Brynildson
- Daniel Zacapa (en) (VF : Diego Asensio) : Emilio Valenzuela
- Shaun Parkes (VF : Jean-Baptiste Anoumon) : Antonio Jude « A.J. » Poulain
- Paulina Gaitán (VF : Alexandra Garijo) : Jahel Valenzuela

### Acteurs récurrents
- Scott Michael Foster (VF : Emmanuel Garijo) : Jonas Beckett (5 épisodes)
- Katie Featherston (VF : Natacha Muller) : Rosetta « Rabbit » Fischer (2 épisodes)
- Jeff Galfer : Sammy Kirsch (2 épisodes)
Version française
  - Société de doublage : Dubbing Brothers[3],[4]
  - Direction artistique : Hervé Bellon[4]

 Source et légende : version française (VF) sur RS Doublage et Doublage Séries Database

## Développement

### Production
Le projet a débuté en septembre 2010, après une enchère entre ABC et NBC pour le projet de Oren Peli, producteur de la série de films Paranormal Activity. ABC a commandé le pilote le 1er février 2011. Jaume Collet-Serra a été choisi pour réaliser le pilote.
Le 13 mai 2011, ABC a commandé la série et a annoncé quatre jours plus tard qu'elle sera diffusée à la mi-saison. En novembre, ABC a annoncé les dates de début des séries de mi-saison.
En mars 2012, considérant les audiences décevantes, Netflix était en pourparlers afin de poursuivre la série, mais en vain.
Le 11 mai 2012, la série a été officiellement annulée.

### Casting
Les rôles principaux ont été attribués dans cet ordre : Eloise Mumford, Joe Anderson, Bruce Greenwood, Shaun Parkes, Paul Blackthorne, Leslie Hope, Thomas Kretschmann, Paulina Gaitán, Daniel Zacapa (en) et Jeff Galfer.
Scott Michael Foster et Katie Featherston ont décroché un rôle récurrent.

## Épisodes
Les titres français des épisodes sont ceux de leur diffusion sur ITunes.
1. En territoire inconnu (Magus)
2. Partez d’ici ! (Marbeley)
3. Malédiction (Los Ciegos)
4. Le Pendu (A Better Man)
5. Le Vaisseau fantôme (Peaches)
6. Les Chutes de Sahte (Doctor Emmet Cole)
7. Expérience interdite (The Experiment)
8. La Verceuse (Row, Row, Row Your Boat)